# Auengebiete von nationaler Bedeutung im Kanton Genf
Hier sind alle Auengebiete von nationaler Bedeutung im Kanton Genf aufgelistet. Diese Genfer Auengebiete sind in der Schweiz durch die Bundesverordnung vom 28. Oktober 1992 geschützt und Teil des Bundesinventars der Auengebiete von nationaler Bedeutung (französisch Inventaire fédéral des zones alluviales d’importance nationale, italienisch Inventario federale delle zone golenali d’importanza nazionale). Die Auenverordnung stützt sich auf den Artikel 18a Absätze 1 und 3 des Bundesgesetzes vom 1. Juli 1966 über den Natur- und Heimatschutz.

## Schutzziel
Ziel der Auenverordnung ist die ungeschmälerte Erhaltung der inventarisierten Gebiete. Insbesondere sind die auenspezifische einheimische Pflanzen- und Tierwelt und ihre ökologischen Voraussetzungen, die geomorphologische Eigenart und die natürliche Dynamik des Gewässer- und Geschiebehaushalts zu erhalten und soweit sinnvoll wiederherzustellen.

## Nationale und internationale Datenbank
Die Europäische Umweltagentur (European Environment Agency) koordiniert die Daten der europäischen Mitglieder. Die inventarisierten Auengebiete der Schweiz führen in der internationalen Datenbank den Code «CH03». Sämtliche hier aufgelisteten Auengebiete erfüllen die Bedingungen der Kategorie IV der International Union for Conservation of Nature and Natural Ressources (IUCN): das heisst, sie erfüllen die Managementkategorie der IUCN. Die Aufstellung entspricht der Common Database on Designated Areas der Europäischen Umweltagentur (EEA). Die letzte Aufnahme eines Gebiets erfolgte 2017. Die nationale Quelle findet sich nach Kantonen sortiert im PDF-Format für jedes einzelne Objekt beim Bundesamt für Umwelt (BAFU). Die ZIP-Datei ist downloadbar.

## Erklärung der Spalten
- Objekt/(Swisstopo): ist die nationale ID, die sich zusammensetzt aus dem Kantonskürzel gefolgt von einer Nummer. Zur besseren Lesbarkeit trennt ein Bindestrich das Präfix von der Nummer. Der Link führt zum passenden Kartenausschnitt von Swisstopo, der das entsprechende Schutzgebiet als farbig hervorgehobene Fläche (shape) wiedergibt. Ein Klick auf diese Fläche führt zu den Objekt-Informationen. Und von hier leitet der Link unten zum detaillierten Objekt-Blatt im PDF-Format.
- Gebietsname/Lokalität: ist die offizielle Bezeichnung des Schutzgebietes und ist verlinkt mit dem entsprechenden Wikipedia-Artikel (wenn vorhanden) bzw. mit einem Abschnitt eines Wikipedia-Artikels (z. B. über eine Gemeinde, in der das Schutzgebiet liegt).
- Standort-Gemeinde(n): nennt die Gemeinde(n), in der/denen sich das Schutzgebiet befindet. Die Reihenfolge ist alphabetisch geordnet. Bei kantonsübergreifenden Gebiete steht das Kantonskürzel vor den Gemeinden.
- Gewässer: benennt das Gewässer, in/an dem das Auengebiet liegt.
- Auen-Typ: nennt den Typ, nach dem das Gebiet kategorisiert ist (Flussaue/Fliessgewässer, Seeufer, Delta, Gletschervorfeld oder alpine Schwemmebene).
- CDDA-Sitecode: stellt die ID des Schutzgebiets in der Commons Data on Designated Areas der Europäischen Umweltagentur für ausgewiesene Schutzgebiete in Natur- und Landschaftsschutz in Europa dar. Der Link führt direkt zum entsprechenden Objekt-Blatt mit einem zoombaren Kartenausschnitt.
- Fläche in ha: gibt die Fläche des Schutzgebietes in Hektar wieder.
- Koordinaten: werden nur als Icon dargestellt; der Quellcode zeigt die Werte auf den internationalen Standard umgerechnet.
- im Bundesinventar seit: bezeichnet das Jahr, in dem das Gebiet rechtskräftig in das Bundesinventar aufgenommen wurde.
- Revision: nennt das Jahr einer im Gebiet durchgeführten Revision
- Bild: ist der Platz für ein Bild. Hier kann die Vorlage Bilderwunsch als Platzhalter stehen. In diesem Fall erscheint der Wunsch auf einer Karte, die Bilderwünsche in geografischer Verteilung darstellt.
- Q-ID: ist die ID des entsprechenden Wikidata-Objekts.

## Liste der national bedeutenden Auengebiete im Kanton Genf
| Objekt (Swisstopo) | Gebietsname Lokalität | Gemeinde(n)               | Gewässer          | Auen-Typ          | CDDA- Sitecode    | Fläche in ha | Koordinate                  | im Bundesinventar seit | Revision              | Bild                  | Wikidata-ID |
| ------------------ | --------------------- | ------------------------- | ----------------- | ----------------- | ----------------- | ------------ | --------------------------- | ---------------------- | --------------------- | --------------------- | ----------- |
| GE-112             | Vallon de la Laire    | Avusy, Chancy             | La Laire          | Fliessgewässer    | 148740            | 26,51        | 46° 8′ 39″ N, 5° 58′ 31″ O  | 1992                   |                       |                       | Q108086553  |
| GE-113             | Vallon de l’Allondon  | Dardagny, Russin, Satigny | Allondon          | Fliessgewässer    | 148734            | 100,54       | 46° 11′ 50″ N, 6° 0′ 5″ O   | 1992                   |                       |                       | Q108086547  |
| GE-114             | Moulin de Vert        | Cartigny                  | Le Rhône          | Fliessgewässer    | 148735            | 28,72        | 46° 10′ 52″ N, 6° 1′ 25″ O  | 1992                   |                       | Moulin de Vert        | Q108086548  |
| GE-115             | Les Gravines          | Collex-Bossy, Versoix     | La Versoix        | Fliessgewässer    | 148728            | 36,92        | 46° 16′ 45″ N, 6° 8′ 44″ O  | 1992                   |                       | Bild gesucht BW       | Q108086539  |
| GE-218             | Vers Vaux             | Chancy                    | Le Rhône          | Fliessgewässer    | 148741            | 15,93        | 46° 7′ 56″ N, 5° 57′ 36″ O  | 1992                   |                       | Bild gesucht BW       | Q108207764  |
| GE-428             | La Touvière           | Avully                    | Le Rhône          | Fliessgewässer    | 555597195         | 8,10         | 46° 10′ 23″ N, 5° 59′ 23″ O | 2017                   |                       | Bild gesucht BW       | Q108086329  |
| 6                  | Objekte insgesamt     | Objekte insgesamt         | Objekte insgesamt | Objekte insgesamt | Objekte insgesamt | 216,72       | ha gesamte Auenfläche       | ha gesamte Auenfläche  | ha gesamte Auenfläche | ha gesamte Auenfläche |             |